# 索科羅韋
47°14′3″N 30°3′40″E / 47.23417°N 30.06111°E
索科羅韋（烏克蘭語：Сокорове）是位於烏克蘭西南部的村莊，由敖德萨州羅茲季利納區的采布里科韋市鎮負責管轄。該村始建於1960年，面積0.49平方公里，海拔高度45米，2001年人口124，人口密度每平方公里253.06人。